# 子吉站
子吉站（日语：／ Koyoshi eki */?）是位於秋田縣由利本莊市玉之池，屬於由利高原鐵道的鳥海山麓線車站。

## 歷史
- 1922年（大正11年）8月1日：橫莊鐵道西線玉之池停留場啟用，當時車站位於由利郡（日语：由利郡）子吉村（日语：子吉村）。
- 1926年（大正15年）10月24日：升級至車站，並改名為子吉站[1]。
- 1937年（昭和12年）9月1日：橫莊鐵道被國有化，成為鐵道省矢島線車站。
- 1949年（昭和24年）6月1日：日本國有鐵道成立。
- 1961年（昭和36年）6月20日：結束貨物起卸業務[2]。
- 1965年（昭和40年）4月：成為業務委託車站[3]。
- 1971年（昭和46年）10月1日：成為無人車站[4]。
- 1972年（昭和47年）10月1日：成為簡易委託車站[5]。
- 1985年（昭和60年）10月1日：由利高原鐵道接管矢島線，成為由利高原鐵道鳥海山麓線車站。
- 日期不詳 - 成為無人車站。
- 2011年（平成23年）12月20日：新建車站大樓，在新大樓開始使用當日舉行了紀念植樹活動。舊大樓內的售票處關閉。

## 車站構造
此站是地面車站，設有1面1線的單式月台。此站於2011年新建的站房在計劃建設時考慮了劃出空間設置玉之池簡易郵局。站內沒有售票處和檢票處。此站是少數設有郵局的站房。在簡易郵局中，原來受託者由於高齡化等原因，在2016年1月4日起暫時關閉，隨後在2017年7月24日起重開。

## 使用狀況
| 1日上落車人次 | 1日上落車人次 |
| 年度          | 1日平均人次   |
| ------------- | ------------- |
| 2011年        | 22            |
| 2012年        | 17            |
| 2013年        | 10            |
| 2014年        | 17            |
| 2015年        | 13            |
| 2016年        | 16            |
| 2017年        | 16            |
| 2018年        | 23            |

## 車站周邊
- 玉之池簡易郵局
- 羽後交通「玉之池」巴士站
- 國道108號
  - 秋田縣道43號本莊西目線（日语：秋田県道43号本荘西目線）
- 秋田新生農業協同組合（日语：秋田しんせい農業協同組合）
  - 總店
  - 本莊中央分店

## 相鄰車站
由利高原鐵道
鳥海山麓線
藥師堂－子吉－鮎川

## 注腳
1. ↑  「地方鉄道駅名改称並哩程変更」『官報』1926年11月20日（國立國會圖書館數碼化資料）
2. ↑  “貨物取り扱いやめる 薬師堂、子吉、羽後川辺の三駅 きょうから” 秋田魁新報 (秋田魁新報社): p7. (1961年6月20日 朝刊)
3. ↑  “業務委託駅に 子吉駅など五つ 秋鉄 来年四月から実施” 秋田魁新報 (秋田魁新報社): p5. (1964年10月17日 夕刊)
4. ↑  “陳情攻勢で“無人化”が後退 秋鉄局 日中だけ駅員配置 ただし本年度いっぱい” 秋田魁新報 (秋田魁新報社): p12. (1971年9月29日 朝刊)
5. ↑  “無人駅 矢島線”. 秋田魁新報 (秋田魁新報社): p.3 (1975年12月24日 夕刊)
6. ↑  . 日本郵便. 2015-12-28  [2016年4月6日]. （原始内容存档于2016-10-11） （日语）.
7. ↑  . 日本郵便. 2017-06-09  [2020年8月30日]. （原始内容存档于2020-08-29） （日语）.
8. ↑  国土数値情報(駅別乗降客数データ)2011-2015年  （页面存档备份，存于）（日語） - 國土交通省，2020年8月30日參閲
9. ↑  国土数値情報(駅別乗降客数データ)  （页面存档备份，存于）（日語） - 國土交通省，2020年9月12日參閲

## 外部連結
- 子吉站 （页面存档备份，存于）（日語）（各站資訊） - 由利高原鐵道